# 劉清 (景泰進士)
劉清（1423年—？），字源潔，河南河南府洛陽縣人，民籍，明朝政治人物。同進士出身。

## 生平
河南鄉試第五名。景泰五年（1454年）甲戌科會試第二百十四名，殿試登進士第三甲第一百四十五名。

## 家族
曾祖父劉彥誠。祖父劉志。父亲劉俊。